# Henk Wery
Henk Wery (Amersfoort, 10 juni 1943) is een Nederlandse oud-voetballer.
Wery speelde in Amersfoort als aanvaller bij de Amersfoortse Boys. Al in de jeugd maakte hij de overstap naar HVC, waarvoor hij in het seizoen 1958/59 als vijftienjarige debuteerde in het betaalde voetbal. In 1962 maakte de talentvolle rechtsbuiten de overstap naar DWS, waarmee hij in zijn eerste seizoen direct kampioen werd van de eerste divisie. Een jaar later werd Wery met promovendus DWS zelfs landskampioen, nog steeds een unicum. 
Ondanks de successen met DWS vertrok Wery in 1964 naar het Utrechtse DOS.  Als speler van die club werd hij in 1967 geselecteerd voor het Nederlands elftal. Bij zijn debuut tegen de Sovjet-Unie scoorde hij twee keer, waarvan eenmaal uit een strafschop.
In 1968 verhuisde Wery naar Feyenoord, waarmee hij de grootste successen behaalde: de Europacup I en wereldbeker in 1970 en de UEFA Cup in 1974. Daarnaast werd Wery in deze Rotterdamse periode drie keer landskampioen en won hij eenmaal de KNVB beker. In de zomer van 1974 keerde Wery weer terug naar Utrecht, waar hij bij FC Utrecht na twee seizoenen zijn carrière beëindigde.
Na zijn spelerscarrière was hij scout bij RSC Anderlecht, werkte hij in de horeca en jarenlang bij SRO in Amersfoort.

## Erelijst
| Competitie                 |           |                           |           |           |
| Competitie                 | Aantal    | Jaren                     |           |           |
| Feyenoord                  | Feyenoord | Feyenoord                 | Feyenoord | Feyenoord |
| -------------------------- | --------- | ------------------------- | --------- | --------- |
| Mondiaal                   |           |                           |           |           |
| Wereldbeker voor clubteams | 1x        | 1970                      |           |           |
| Continentaal               |           |                           |           |           |
| Europacup I                | 1x        | 1969/70                   |           |           |
| UEFA Cup                   | 1x        | 1973/74                   |           |           |
| Intertoto Cup              | 2x        | 1968, 1973                |           |           |
| Nationaal                  |           |                           |           |           |
| Eredivisie                 | 3x        | 1968/69, 1970/71, 1973/74 |           |           |
| KNVB beker                 | 1x        | 1968/69                   |           |           |